# Lista över fornlämningar i Gävle kommun
Lista över fornlämningar i Gävle kommun är en förteckning av ett urval av de fornlämningar som finns i Gävle kommun.

## Gävle
| Namn                                        | Lämningstyp                      | Tillkomsttid | Historisk indelning | Plats                                                                               | Läge                 | ID-nr          | Bild                                      |
| ------------------------------------------- | -------------------------------- | ------------ | ------------------- | ----------------------------------------------------------------------------------- | -------------------- | -------------- | ----------------------------------------- |
| Gävle 1:1                                   | Gravfält                         |              | Gävle, Gästrikland  |                                                                                     | 60.664091, 17.085940 | 10240500010001 | Ladda upp en bild av detta fornminne      |
| Gävle 2:1                                   | Gravfält                         |              | Gävle, Gästrikland  |                                                                                     | 60.687879, 17.143165 | 10240500020001 | Ladda upp en till bild av detta fornminne |
| Gävle 3:1                                   | Gravfält                         |              | Gävle, Gästrikland  |                                                                                     | 60.708813, 17.147940 | 10240500030001 | Ladda upp en bild av detta fornminne      |
| Gävle 5:1                                   | Gravfält                         |              | Gävle, Gästrikland  |                                                                                     | 60.700669, 17.168622 | 10240500050001 | Ladda upp en bild av detta fornminne      |
| Gävle 7:1                                   | Hög                              |              | Gävle, Gästrikland  |                                                                                     | 60.702367, 17.168640 | 10240500070001 | Ladda upp en bild av detta fornminne      |
| Gävle 7:2                                   | Hög                              |              | Gävle, Gästrikland  |                                                                                     | 60.702250, 17.168651 | 10240500070002 | Ladda upp en bild av detta fornminne      |
| Gävle 8:1                                   | Gravfält                         |              | Gävle, Gästrikland  |                                                                                     | 60.702802, 17.168533 | 10240500080001 | Ladda upp en bild av detta fornminne      |
| Gävle 9:1                                   | Hög                              |              | Gävle, Gästrikland  |                                                                                     | 60.703288, 17.169214 | 10240500090001 | Ladda upp en bild av detta fornminne      |
| Gävle 13:1                                  | Gravfält                         |              | Gävle, Gästrikland  |                                                                                     | 60.753474, 17.334568 | 10240500130001 | Ladda upp en bild av detta fornminne      |
| Gävle 14:1                                  | Stensättning                     |              | Gävle, Gästrikland  |                                                                                     | 60.754109, 17.331753 | 10240500140001 | Ladda upp en bild av detta fornminne      |
| Gävle 15:1                                  | Röse                             |              | Gävle, Gästrikland  |                                                                                     | 60.754440, 17.332786 | 10240500150001 | Ladda upp en bild av detta fornminne      |
| Gävle 17:1                                  | Röse                             |              | Gävle, Gästrikland  |                                                                                     | 60.753462, 17.336931 | 10240500170001 | Ladda upp en bild av detta fornminne      |
| Gävle 18:1                                  | Röse                             |              | Gävle, Gästrikland  |                                                                                     | 60.753781, 17.337619 | 10240500180001 | Ladda upp en bild av detta fornminne      |
| Gävle 19:1                                  | Röse                             |              | Gävle, Gästrikland  |                                                                                     | 60.753712, 17.338348 | 10240500190001 | Ladda upp en bild av detta fornminne      |
| Gävle 21:1                                  | Röse                             |              | Gävle, Gästrikland  |                                                                                     | 60.746246, 17.331157 | 10240500210001 | Ladda upp en bild av detta fornminne      |
| Gävle 23:1                                  | Röse                             |              | Gävle, Gästrikland  |                                                                                     | 60.676009, 17.235715 | 10240500230001 | Ladda upp en bild av detta fornminne      |
| Gävle 23:2                                  | Röse                             |              | Gävle, Gästrikland  |                                                                                     | 60.675692, 17.235613 | 10240500230002 | Ladda upp en bild av detta fornminne      |
| Gävle 24:1                                  | Röse                             |              | Gävle, Gästrikland  |                                                                                     | 60.675854, 17.237441 | 10240500240001 | Ladda upp en bild av detta fornminne      |
| Gävle 25:1                                  | Stensättning                     |              | Gävle, Gästrikland  |                                                                                     | 60.700308, 17.170761 | 10240500250001 | Ladda upp en bild av detta fornminne      |
| Gävle 26:1                                  | Röse                             |              | Gävle, Gästrikland  |                                                                                     | 60.682421, 17.231131 | 10240500260001 | Ladda upp en bild av detta fornminne      |
| Gästriklands runinskrifter 13 (Gävle 31:1)  | Runristning                      |              | Gävle, Gästrikland  | Söderby, nu i Heliga Trefaldighets kyrka, Gävle (en kopia står på ursprungsplatsen) | 60.672711, 17.138024 | 10240500310001 | Ladda upp en till bild av detta fornminne |
| Rudmensstenen (Gävle 45:1)                  | Ristning, medeltid/historisk tid |              | Gävle, Gästrikland  |                                                                                     | 60.749351, 17.445650 | 10240500450001 | Ladda upp en bild av detta fornminne      |
| Gävle 50:1                                  | Hög                              |              | Gävle, Gästrikland  |                                                                                     | 60.699032, 17.165194 | 10240500500001 | Ladda upp en bild av detta fornminne      |
| Gävle 55:1                                  | Hög                              |              | Gävle, Gästrikland  |                                                                                     | 60.662122, 17.088923 | 10240500550001 | Ladda upp en bild av detta fornminne      |
| Gävle 105:1                                 | Stensättning                     |              | Gävle, Gästrikland  |                                                                                     | 60.753080, 17.329911 | 10240501050001 | Ladda upp en bild av detta fornminne      |
| Gävle 112:1                                 | Fästning/skans                   |              | Gävle, Gästrikland  |                                                                                     | 60.710004, 17.345042 | 10240501120001 | Ladda upp en bild av detta fornminne      |
| Landstormsudden (Gävle 113:1)               | Fästning/skans                   |              | Gävle, Gästrikland  |                                                                                     | 60.713039, 17.355474 | 10240501130001 | Ladda upp en bild av detta fornminne      |
| Gävle 135:1                                 | Hög                              |              | Gävle, Gästrikland  |                                                                                     | 60.699760, 17.164597 | 10240501350001 | Ladda upp en bild av detta fornminne      |
| Vitgrund (Gävle 173:1)                      | Fiskeläge                        |              | Gävle, Gästrikland  |                                                                                     | 60.767280, 17.403646 | 10240501730001 | Ladda upp en till bild av detta fornminne |
| Gävle 252:1                                 | Hög                              |              | Gävle, Gästrikland  |                                                                                     | 60.649097, 17.161399 | 10240502520001 | Ladda upp en bild av detta fornminne      |
| Gävle 253:1                                 | Gravfält                         |              | Gävle, Gästrikland  |                                                                                     | 60.650029, 17.162812 | 10240502530001 | Ladda upp en bild av detta fornminne      |
| Gävle 276:1                                 | Stensättning                     |              | Gävle, Gästrikland  |                                                                                     | 60.652725, 17.162898 | 10240502760001 | Ladda upp en bild av detta fornminne      |
| Gävle 276:2                                 | Stensättning                     |              | Gävle, Gästrikland  |                                                                                     | 60.652645, 17.162842 | 10240502760002 | Ladda upp en bild av detta fornminne      |
| Gävle 297:1                                 | Röse                             |              | Gävle, Gästrikland  |                                                                                     | 60.630863, 17.284756 | 10240502970001 | Ladda upp en bild av detta fornminne      |
| Gävle 298:1                                 | Röse                             |              | Gävle, Gästrikland  |                                                                                     | 60.603592, 17.309307 | 10240502980001 | Ladda upp en bild av detta fornminne      |
| Gävle 298:2                                 | Röse                             |              | Gävle, Gästrikland  |                                                                                     | 60.603490, 17.309298 | 10240502980002 | Ladda upp en bild av detta fornminne      |
| Gävle 303:1                                 | Grav- och boplatsområde          |              | Gävle, Gästrikland  |                                                                                     | 60.551245, 17.258555 | 10240503030001 | Ladda upp en bild av detta fornminne      |
| Gävle 311:1                                 | Röse                             |              | Gävle, Gästrikland  |                                                                                     | 60.664544, 17.277466 | 10240503110001 | Ladda upp en bild av detta fornminne      |
| Gävle 312:1                                 | Röse                             |              | Gävle, Gästrikland  |                                                                                     | 60.664949, 17.270163 | 10240503120001 | Ladda upp en bild av detta fornminne      |
| Gävle 313:1                                 | Röse                             |              | Gävle, Gästrikland  |                                                                                     | 60.663920, 17.274386 | 10240503130001 | Ladda upp en bild av detta fornminne      |
| Gävle 314:1                                 | Röse                             |              | Gävle, Gästrikland  |                                                                                     | 60.663578, 17.273355 | 10240503140001 | Ladda upp en bild av detta fornminne      |
| Gävle 315:1                                 | Röse                             |              | Gävle, Gästrikland  |                                                                                     | 60.663527, 17.274418 | 10240503150001 | Ladda upp en bild av detta fornminne      |
| Gävle 315:2                                 | Röse                             |              | Gävle, Gästrikland  |                                                                                     | 60.663559, 17.274208 | 10240503150002 | Ladda upp en bild av detta fornminne      |
| Gävle 315:3                                 | Röse                             |              | Gävle, Gästrikland  |                                                                                     | 60.663627, 17.274361 | 10240503150003 | Ladda upp en bild av detta fornminne      |
| Gävle 316:1                                 | Röse                             |              | Gävle, Gästrikland  |                                                                                     | 60.662403, 17.278478 | 10240503160001 | Ladda upp en bild av detta fornminne      |
| Gävle 317:1                                 | Röse                             |              | Gävle, Gästrikland  |                                                                                     | 60.662098, 17.279313 | 10240503170001 | Ladda upp en bild av detta fornminne      |
| Gävle 318:1                                 | Röse                             |              | Gävle, Gästrikland  |                                                                                     | 60.662262, 17.281070 | 10240503180001 | Ladda upp en bild av detta fornminne      |
| Gävle 319:1                                 | Stensättning                     |              | Gävle, Gästrikland  |                                                                                     | 60.660823, 17.279267 | 10240503190001 | Ladda upp en bild av detta fornminne      |
| Gävle 320:1                                 | Röse                             |              | Gävle, Gästrikland  |                                                                                     | 60.660332, 17.278916 | 10240503200001 | Ladda upp en bild av detta fornminne      |
| Gävle 321:1                                 | Röse                             |              | Gävle, Gästrikland  |                                                                                     | 60.659138, 17.284798 | 10240503210001 | Ladda upp en bild av detta fornminne      |
| Gävle 326:1                                 | Stensättning                     |              | Gävle, Gästrikland  |                                                                                     | 60.652824, 17.305292 | 10240503260001 | Ladda upp en bild av detta fornminne      |
| Gävle 329:1                                 | Röse                             |              | Gävle, Gästrikland  |                                                                                     | 60.653086, 17.316855 | 10240503290001 | Ladda upp en bild av detta fornminne      |
| Gävle 330:1                                 | Röse                             |              | Gävle, Gästrikland  |                                                                                     | 60.654488, 17.314190 | 10240503300001 | Ladda upp en bild av detta fornminne      |
| Gävle 330:2                                 | Stensättning                     |              | Gävle, Gästrikland  |                                                                                     | 60.654378, 17.314241 | 10240503300002 | Ladda upp en bild av detta fornminne      |
| Gävle 330:3                                 | Stensättning                     |              | Gävle, Gästrikland  |                                                                                     | 60.654556, 17.314305 | 10240503300003 | Ladda upp en bild av detta fornminne      |
| Gävle 331:1                                 | Röse                             |              | Gävle, Gästrikland  |                                                                                     | 60.654891, 17.313330 | 10240503310001 | Ladda upp en bild av detta fornminne      |
| Gävle 331:2                                 | Röse                             |              | Gävle, Gästrikland  |                                                                                     | 60.654893, 17.313516 | 10240503310002 | Ladda upp en bild av detta fornminne      |
| Gävle 332:1                                 | Röse                             |              | Gävle, Gästrikland  |                                                                                     | 60.657007, 17.316032 | 10240503320001 | Ladda upp en bild av detta fornminne      |
| Gävle 341:1                                 | Stensättning                     |              | Gävle, Gästrikland  |                                                                                     | 60.664215, 17.259221 | 10240503410001 | Ladda upp en bild av detta fornminne      |
| Gävle 342:1                                 | Gravfält                         |              | Gävle, Gästrikland  |                                                                                     | 60.652648, 17.184826 | 10240503420001 | Ladda upp en bild av detta fornminne      |
| Gävle 343:1                                 | Stensättning                     |              | Gävle, Gästrikland  |                                                                                     | 60.651119, 17.182565 | 10240503430001 | Ladda upp en bild av detta fornminne      |
| Gävle 344:1                                 | Gravfält                         |              | Gävle, Gästrikland  |                                                                                     | 60.650256, 17.183143 | 10240503440001 | Ladda upp en till bild av detta fornminne |
| Gästriklands runinskrifter 11 (Gävle 345:1) | Runristning                      |              | Gävle, Gästrikland  | Järvsta                                                                             | 60.649782, 17.183932 | 10240503450001 | Ladda upp en till bild av detta fornminne |
| Björnbo (Gävle 461)                         | Lägenhetsbebyggelse              |              | Gävle, Gästrikland  |                                                                                     | 60.645939, 17.356214 | 12000000111344 | Ladda upp en bild av detta fornminne      |

## Hamrånge
| Namn                                    | Lämningstyp      | Tillkomsttid | Historisk indelning   | Plats | Läge                 | ID-nr          | Bild                                 |
| --------------------------------------- | ---------------- | ------------ | --------------------- | ----- | -------------------- | -------------- | ------------------------------------ |
| Hamrånge 3:1                            | Gravfält         |              | Hamrånge, Gästrikland |       | 60.916376, 17.025451 | 10240700030001 | Ladda upp en bild av detta fornminne |
| Hamrånge 11:1                           | Gravfält         |              | Hamrånge, Gästrikland |       | 60.922455, 17.045872 | 10240700110001 | Ladda upp en bild av detta fornminne |
| Hamrånge 12:1                           | Gravfält         |              | Hamrånge, Gästrikland |       | 60.921931, 17.043609 | 10240700120001 | Ladda upp en bild av detta fornminne |
| Hamrånge 13:1                           | Gravfält         |              | Hamrånge, Gästrikland |       | 60.921416, 17.043135 | 10240700130001 | Ladda upp en bild av detta fornminne |
| Hamrånge 14:1                           | Hög              |              | Hamrånge, Gästrikland |       | 60.925252, 17.039937 | 10240700140001 | Ladda upp en bild av detta fornminne |
| Hamrånge 14:2                           | Stensättning     |              | Hamrånge, Gästrikland |       | 60.925266, 17.040198 | 10240700140002 | Ladda upp en bild av detta fornminne |
| Nyppberg, Nyttberg (Hamrånge 15:1)      | Röse             |              | Hamrånge, Gästrikland |       | 60.920772, 17.044323 | 10240700150001 | Ladda upp en bild av detta fornminne |
| Hamrånge 20:1                           | Hög              |              | Hamrånge, Gästrikland |       | 60.940725, 17.034284 | 10240700200001 | Ladda upp en bild av detta fornminne |
| Rävgropen (Hamrånge 21:1)               | Hög              |              | Hamrånge, Gästrikland |       | 60.941272, 17.037695 | 10240700210001 | Ladda upp en bild av detta fornminne |
| Hamrånge 22:1                           | Stensättning     |              | Hamrånge, Gästrikland |       | 60.942063, 17.036557 | 10240700220001 | Ladda upp en bild av detta fornminne |
| Hamrånge 26:1                           | Gravfält         |              | Hamrånge, Gästrikland |       | 60.930838, 17.032351 | 10240700260001 | Ladda upp en bild av detta fornminne |
| Hamrånge 27:1                           | Gravfält         |              | Hamrånge, Gästrikland |       | 60.930334, 17.029513 | 10240700270001 | Ladda upp en bild av detta fornminne |
| Hamrånge 28:1                           | Gravfält         |              | Hamrånge, Gästrikland |       | 60.931243, 17.026901 | 10240700280001 | Ladda upp en bild av detta fornminne |
| Hamrånge 29:2                           | Stensättning     |              | Hamrånge, Gästrikland |       | 60.932343, 17.027597 | 10240700290002 | Ladda upp en bild av detta fornminne |
| Hamrånge 30:1                           | Gravfält         |              | Hamrånge, Gästrikland |       | 60.933180, 17.029934 | 10240700300001 | Ladda upp en bild av detta fornminne |
| Hamrånge 31:2                           | Hög              |              | Hamrånge, Gästrikland |       | 60.933777, 17.027827 | 10240700310002 | Ladda upp en bild av detta fornminne |
| Hamrånge 32:1                           | Gravfält         |              | Hamrånge, Gästrikland |       | 60.934198, 17.031542 | 10240700320001 | Ladda upp en bild av detta fornminne |
| Hamrånge 33:1                           | Gravfält         |              | Hamrånge, Gästrikland |       | 60.934569, 17.030431 | 10240700330001 | Ladda upp en bild av detta fornminne |
| Hamrånge 49:1                           | Röse             |              | Hamrånge, Gästrikland |       | 60.885479, 17.091080 | 10240700490001 | Ladda upp en bild av detta fornminne |
| Hamrånge 49:2                           | Röse             |              | Hamrånge, Gästrikland |       | 60.885449, 17.091325 | 10240700490002 | Ladda upp en bild av detta fornminne |
| Hamrånge 49:3                           | Röse             |              | Hamrånge, Gästrikland |       | 60.885077, 17.091936 | 10240700490003 | Ladda upp en bild av detta fornminne |
| Hamrånge 50:1                           | Röse             |              | Hamrånge, Gästrikland |       | 60.891953, 17.118935 | 10240700500001 | Ladda upp en bild av detta fornminne |
| Hamrånge 52:1                           | Röse             |              | Hamrånge, Gästrikland |       | 60.874566, 17.120182 | 10240700520001 | Ladda upp en bild av detta fornminne |
| Stäken Ryssgrundet (Hamrånge 65:1)      | Spärranordning   |              | Hamrånge, Gästrikland |       | 60.891524, 17.183959 | 10240700650001 | Ladda upp en bild av detta fornminne |
| Hamrånge 66:1                           | Begravningsplats |              | Hamrånge, Gästrikland |       | 60.927409, 17.036294 | 10240700660001 | Ladda upp en bild av detta fornminne |
| Hamrånge 101:1                          | Gravfält         |              | Hamrånge, Gästrikland |       | 60.925221, 17.059781 | 10240701010001 | Ladda upp en bild av detta fornminne |
| Kastalen (Hamrånge 105:1)               | Borg             |              | Hamrånge, Gästrikland |       | 60.920511, 17.077721 | 10240701050001 | Ladda upp en bild av detta fornminne |
| Hamrånge 119:1                          | Röse             |              | Hamrånge, Gästrikland |       | 60.925652, 17.144616 | 10240701190001 | Ladda upp en bild av detta fornminne |
| Hamrånge 124:1                          | Röse             |              | Hamrånge, Gästrikland |       | 61.016213, 17.129731 | 10240701240001 | Ladda upp en bild av detta fornminne |
| Axmarhögen (Högkullen) (Hamrånge 127:1) | Hög              |              | Hamrånge, Gästrikland |       | 60.994475, 17.159337 | 10240701270001 | Ladda upp en bild av detta fornminne |
| Vallsbacken (Hamrånge 130:1)            | Gravfält         |              | Hamrånge, Gästrikland |       | 61.007274, 17.213340 | 10240701300001 | Ladda upp en bild av detta fornminne |
| Hamrånge 133:1                          | Röse             |              | Hamrånge, Gästrikland |       | 61.000418, 17.225851 | 10240701330001 | Ladda upp en bild av detta fornminne |
| Hamrånge 136:1                          | Röse             |              | Hamrånge, Gästrikland |       | 60.908264, 17.201344 | 10240701360001 | Ladda upp en bild av detta fornminne |
| Hamrånge 136:2                          | Röse             |              | Hamrånge, Gästrikland |       | 60.908219, 17.201620 | 10240701360002 | Ladda upp en bild av detta fornminne |
| Hamrånge 140:1                          | Spärranordning   |              | Hamrånge, Gästrikland |       | 60.918272, 17.169881 | 10240701400001 | Ladda upp en bild av detta fornminne |
| Hamrånge 142:1                          | Röse             |              | Hamrånge, Gästrikland |       | 61.007524, 17.259151 | 10240701420001 | Ladda upp en bild av detta fornminne |
| Hamrånge 152:1                          | Röse             |              | Hamrånge, Gästrikland |       | 61.006205, 17.207200 | 10240701520001 | Ladda upp en bild av detta fornminne |
| Hamrånge 177:1                          | Stensättning     |              | Hamrånge, Gästrikland |       | 61.025228, 17.208602 | 10240701770001 | Ladda upp en bild av detta fornminne |
| Hamrånge 178:1                          | Stensättning     |              | Hamrånge, Gästrikland |       | 61.023802, 17.208817 | 10240701780001 | Ladda upp en bild av detta fornminne |
| Hamrånge 229:1                          | Röse             |              | Hamrånge, Gästrikland |       | 61.000828, 17.228242 | 10240702290001 | Ladda upp en bild av detta fornminne |
| Hamrånge 230:1                          | Röse             |              | Hamrånge, Gästrikland |       | 61.001002, 17.229533 | 10240702300001 | Ladda upp en bild av detta fornminne |
| Hamrånge 272:1                          | Röse             |              | Hamrånge, Gästrikland |       | 60.907961, 17.205368 | 10240702720001 | Ladda upp en bild av detta fornminne |
| Hamrånge 272:2                          | Röse             |              | Hamrånge, Gästrikland |       | 60.907899, 17.205180 | 10240702720002 | Ladda upp en bild av detta fornminne |
| Hamrånge 289:1                          | Röse             |              | Hamrånge, Gästrikland |       | 60.884439, 17.092845 | 10240702890001 | Ladda upp en bild av detta fornminne |
| Hamrånge 290:1                          | Röse             |              | Hamrånge, Gästrikland |       | 61.016262, 17.130873 | 10240702900001 | Ladda upp en bild av detta fornminne |
| Hamrånge 328                            | Spärranordning   |              | Hamrånge, Gästrikland |       | 60.890970, 17.177052 | 12000000002045 | Ladda upp en bild av detta fornminne |
| Hamrånge 532                            | Spärranordning   |              | Hamrånge, Gästrikland |       | 60.928227, 17.147371 | 18000000070543 | Ladda upp en bild av detta fornminne |
| Hamrånge 551                            | Röse             |              | Hamrånge, Gästrikland |       | 60.986095, 17.159960 | 12000000131705 | Ladda upp en bild av detta fornminne |
| Hamrånge 552                            | Hällbild         |              | Hamrånge, Gästrikland |       | 60.930112, 17.027500 | 12000000131706 | Ladda upp en bild av detta fornminne |
| Hille 66:1                              | Röse             |              | Hamrånge, Gästrikland |       | 60.851187, 17.180458 | 10241200660001 | Ladda upp en bild av detta fornminne |

## Hedesunda
| Namn                                           | Lämningstyp                 | Tillkomsttid | Historisk indelning    | Plats           | Läge                 | ID-nr          | Bild                                      |
| ---------------------------------------------- | --------------------------- | ------------ | ---------------------- | --------------- | -------------------- | -------------- | ----------------------------------------- |
| Hedesunda 2:1                                  | Gravfält                    |              | Hedesunda, Gästrikland |                 | 60.407293, 17.030247 | 10241100020001 | Ladda upp en bild av detta fornminne      |
| Hedesunda 3:1                                  | Gravfält                    |              | Hedesunda, Gästrikland |                 | 60.407680, 17.030744 | 10241100030001 | Ladda upp en bild av detta fornminne      |
| Hedesunda 4:1                                  | Hög                         |              | Hedesunda, Gästrikland |                 | 60.406893, 17.031635 | 10241100040001 | Ladda upp en bild av detta fornminne      |
| Hedesunda 5:1                                  | Hög                         |              | Hedesunda, Gästrikland |                 | 60.407200, 17.028674 | 10241100050001 | Ladda upp en bild av detta fornminne      |
| Hedesunda 5:2                                  | Stensättning                |              | Hedesunda, Gästrikland |                 | 60.407203, 17.028380 | 10241100050002 | Ladda upp en bild av detta fornminne      |
| Hedesunda 6:1                                  | Stensättning                |              | Hedesunda, Gästrikland |                 | 60.406907, 17.027734 | 10241100060001 | Ladda upp en bild av detta fornminne      |
| Hedesunda 6:3                                  | Stensättning                |              | Hedesunda, Gästrikland |                 | 60.407265, 17.027686 | 10241100060003 | Ladda upp en bild av detta fornminne      |
| Hedesunda 7:1                                  | Gravfält                    |              | Hedesunda, Gästrikland |                 | 60.406802, 17.032645 | 10241100070001 | Ladda upp en bild av detta fornminne      |
| Hedesunda 8:1                                  | Gravfält                    |              | Hedesunda, Gästrikland |                 | 60.408388, 17.031578 | 10241100080001 | Ladda upp en bild av detta fornminne      |
| Hedesunda 9:1                                  | Gravfält                    |              | Hedesunda, Gästrikland |                 | 60.399595, 17.016726 | 10241100090001 | Ladda upp en bild av detta fornminne      |
| Hedesunda 11:1                                 | Hög                         |              | Hedesunda, Gästrikland |                 | 60.399758, 17.017874 | 10241100110001 | Ladda upp en bild av detta fornminne      |
| Hedesunda 12:1                                 | Gravfält                    |              | Hedesunda, Gästrikland |                 | 60.408134, 17.032790 | 10241100120001 | Ladda upp en bild av detta fornminne      |
| Hedesunda 14:1                                 | Hög                         |              | Hedesunda, Gästrikland |                 | 60.408507, 17.034429 | 10241100140001 | Ladda upp en bild av detta fornminne      |
| Kittilberget (Hedesunda 29:1)                  | Fornborg                    |              | Hedesunda, Gästrikland |                 | 60.397234, 17.052036 | 10241100290001 | Ladda upp en bild av detta fornminne      |
| Hedesunda 31:1                                 | Stensättning                |              | Hedesunda, Gästrikland |                 | 60.393165, 17.025500 | 10241100310001 | Ladda upp en bild av detta fornminne      |
| Hedesunda 33:1                                 | Gravfält                    |              | Hedesunda, Gästrikland |                 | 60.362843, 17.026437 | 10241100330001 | Ladda upp en till bild av detta fornminne |
| Hedesunda 35:1                                 | Hög                         |              | Hedesunda, Gästrikland |                 | 60.398238, 17.022222 | 10241100350001 | Ladda upp en bild av detta fornminne      |
| Hedesunda 35:2                                 | Hög                         |              | Hedesunda, Gästrikland |                 | 60.398485, 17.022910 | 10241100350002 | Ladda upp en bild av detta fornminne      |
| Hedesunda 54:1                                 | Gravfält                    |              | Hedesunda, Gästrikland |                 | 60.381326, 17.042164 | 10241100540001 | Ladda upp en bild av detta fornminne      |
| Hedesunda 56:1                                 | Gravfält                    |              | Hedesunda, Gästrikland |                 | 60.387844, 17.028582 | 10241100560001 | Ladda upp en bild av detta fornminne      |
| Hedesunda 57:1                                 | Gravfält                    |              | Hedesunda, Gästrikland |                 | 60.387136, 17.028781 | 10241100570001 | Ladda upp en bild av detta fornminne      |
| Hedesunda 58:1                                 | Hög                         |              | Hedesunda, Gästrikland |                 | 60.386865, 17.028380 | 10241100580001 | Ladda upp en bild av detta fornminne      |
| Hedesunda 59:1                                 | Gravfält                    |              | Hedesunda, Gästrikland |                 | 60.386766, 17.027912 | 10241100590001 | Ladda upp en bild av detta fornminne      |
| Hedesunda 60:1                                 | Gravfält                    |              | Hedesunda, Gästrikland |                 | 60.385960, 17.029372 | 10241100600001 | Ladda upp en bild av detta fornminne      |
| Hedesunda 61:1                                 | Hög                         |              | Hedesunda, Gästrikland |                 | 60.385837, 17.029932 | 10241100610001 | Ladda upp en bild av detta fornminne      |
| Hedesunda 63:1                                 | Gravfält                    |              | Hedesunda, Gästrikland |                 | 60.382811, 17.033509 | 10241100630001 | Ladda upp en bild av detta fornminne      |
| Hedesunda 63:2                                 | Stensättning                |              | Hedesunda, Gästrikland |                 | 60.382652, 17.033008 | 10241100630002 | Ladda upp en bild av detta fornminne      |
| Hedesunda 63:3                                 | Stensättning                |              | Hedesunda, Gästrikland |                 | 60.382573, 17.032879 | 10241100630003 | Ladda upp en bild av detta fornminne      |
| Hedesunda 63:4                                 | Hög                         |              | Hedesunda, Gästrikland |                 | 60.382500, 17.032784 | 10241100630004 | Ladda upp en bild av detta fornminne      |
| Hedesunda 70:1                                 | Hög                         |              | Hedesunda, Gästrikland |                 | 60.380031, 17.065526 | 10241100700001 | Ladda upp en bild av detta fornminne      |
| Hedesunda 70:2                                 | Hög                         |              | Hedesunda, Gästrikland |                 | 60.380051, 17.065656 | 10241100700002 | Ladda upp en bild av detta fornminne      |
| Hedesunda 70:3                                 | Stensättning                |              | Hedesunda, Gästrikland |                 | 60.379990, 17.065374 | 10241100700003 | Ladda upp en bild av detta fornminne      |
| Hedesunda 110:1                                | Röse                        |              | Hedesunda, Gästrikland |                 | 60.488489, 16.962540 | 10241101100001 | Ladda upp en bild av detta fornminne      |
| Hedesunda 110:2                                | Grav markerad av sten/block |              | Hedesunda, Gästrikland |                 | 60.488626, 16.962548 | 10241101100002 | Ladda upp en bild av detta fornminne      |
| Hedesunda 113:1                                | Fästning/skans              |              | Hedesunda, Gästrikland |                 | 60.491127, 16.936738 | 10241101130001 | Ladda upp en till bild av detta fornminne |
| Hedesunda 195:1                                | Gravfält                    |              | Hedesunda, Gästrikland |                 | 60.381820, 17.080620 | 10241101950001 | Ladda upp en bild av detta fornminne      |
| Gästriklands runinskrifter 6 (Hedesunda 212:1) | Runristning                 |              | Hedesunda, Gästrikland | Hade (Hadeholm) | 60.290344, 17.041324 | 10241102120001 | Ladda upp en till bild av detta fornminne |
| Hedesunda 219:1                                | Gravfält                    |              | Hedesunda, Gästrikland |                 | 60.296700, 17.043062 | 10241102190001 | Ladda upp en bild av detta fornminne      |
| Kroppholmen, Själen (Hedesunda 301:1)          | Stensättning                |              | Hedesunda, Gästrikland |                 | 60.402197, 17.170504 | 10241103010001 | Ladda upp en bild av detta fornminne      |
| Kroppholmen, Själen (Hedesunda 301:2)          | Stensättning                |              | Hedesunda, Gästrikland |                 | 60.402141, 17.170375 | 10241103010002 | Ladda upp en bild av detta fornminne      |
| Hedesunda 303:1                                | Gravfält                    |              | Hedesunda, Gästrikland |                 | 60.364011, 17.024275 | 10241103030001 | Ladda upp en till bild av detta fornminne |
| Hedesunda 316:1                                | Stensättning                |              | Hedesunda, Gästrikland |                 | 60.326929, 17.025553 | 10241103160001 | Ladda upp en bild av detta fornminne      |
| Hedesunda 316:2                                | Stensättning                |              | Hedesunda, Gästrikland |                 | 60.326821, 17.025573 | 10241103160002 | Ladda upp en bild av detta fornminne      |
| Hedesunda 317:1                                | Gravfält                    |              | Hedesunda, Gästrikland |                 | 60.325168, 17.024638 | 10241103170001 | Ladda upp en bild av detta fornminne      |
| Hedesunda 318:1                                | Hög                         |              | Hedesunda, Gästrikland |                 | 60.324662, 17.024802 | 10241103180001 | Ladda upp en bild av detta fornminne      |
| Hedesunda 318:2                                | Hög                         |              | Hedesunda, Gästrikland |                 | 60.324646, 17.024620 | 10241103180002 | Ladda upp en bild av detta fornminne      |
| Hedesunda 321:1                                | Gravfält                    |              | Hedesunda, Gästrikland |                 | 60.338297, 17.024808 | 10241103210001 | Ladda upp en bild av detta fornminne      |
| Trollbacken (Hedesunda 324:1)                  | Gravfält                    |              | Hedesunda, Gästrikland |                 | 60.338866, 16.989388 | 10241103240001 | Ladda upp en bild av detta fornminne      |
| Hedesunda 334:1                                | Gravfält                    |              | Hedesunda, Gästrikland |                 | 60.334611, 16.976440 | 10241103340001 | Ladda upp en bild av detta fornminne      |
| Hedesunda 341:1                                | Stensättning                |              | Hedesunda, Gästrikland |                 | 60.367838, 17.057626 | 10241103410001 | Ladda upp en bild av detta fornminne      |
| Hedesunda 367:1                                | Stensättning                |              | Hedesunda, Gästrikland |                 | 60.411304, 17.039948 | 10241103670001 | Ladda upp en bild av detta fornminne      |
| Hedesunda 379:1                                | Stensättning                |              | Hedesunda, Gästrikland |                 | 60.398371, 17.006875 | 10241103790001 | Ladda upp en bild av detta fornminne      |
| Hedesunda 379:2                                | Stensättning                |              | Hedesunda, Gästrikland |                 | 60.398579, 17.006672 | 10241103790002 | Ladda upp en bild av detta fornminne      |

## Hille
| Namn                       | Lämningstyp                      | Tillkomsttid | Historisk indelning | Plats | Läge                 | ID-nr          | Bild                                 |
| -------------------------- | -------------------------------- | ------------ | ------------------- | ----- | -------------------- | -------------- | ------------------------------------ |
| Hille 2:1                  | Gravfält                         |              | Hille, Gästrikland  |       | 60.772233, 17.197734 | 10241200020001 | Ladda upp en bild av detta fornminne |
| Hille 12:1                 | Röse                             |              | Hille, Gästrikland  |       | 60.776957, 17.218301 | 10241200120001 | Ladda upp en bild av detta fornminne |
| Hille 19:1                 | Stensättning                     |              | Hille, Gästrikland  |       | 60.789208, 17.239110 | 10241200190001 | Ladda upp en bild av detta fornminne |
| Hille 20:1                 | Röse                             |              | Hille, Gästrikland  |       | 60.783486, 17.229465 | 10241200200001 | Ladda upp en bild av detta fornminne |
| Jättendalarna (Hille 28:1) | Gravfält                         |              | Hille, Gästrikland  |       | 60.755823, 17.187947 | 10241200280001 | Ladda upp en bild av detta fornminne |
| Hille 35:1                 | Gravfält                         |              | Hille, Gästrikland  |       | 60.768066, 17.167342 | 10241200350001 | Ladda upp en bild av detta fornminne |
| Hille 36:1                 | Röse                             |              | Hille, Gästrikland  |       | 60.785154, 17.169474 | 10241200360001 | Ladda upp en bild av detta fornminne |
| Hille 37:1                 | Gravfält                         |              | Hille, Gästrikland  |       | 60.787486, 17.173013 | 10241200370001 | Ladda upp en bild av detta fornminne |
| Hille 47:1                 | Röse                             |              | Hille, Gästrikland  |       | 60.779512, 17.273813 | 10241200470001 | Ladda upp en bild av detta fornminne |
| Hille 49:1                 | Röse                             |              | Hille, Gästrikland  |       | 60.771242, 17.292088 | 10241200490001 | Ladda upp en bild av detta fornminne |
| Hille 49:2                 | Röse                             |              | Hille, Gästrikland  |       | 60.771428, 17.292291 | 10241200490002 | Ladda upp en bild av detta fornminne |
| Hille 49:3                 | Röse                             |              | Hille, Gästrikland  |       | 60.771785, 17.292413 | 10241200490003 | Ladda upp en bild av detta fornminne |
| Hille 52:1                 | Stensättning                     |              | Hille, Gästrikland  |       | 60.798752, 17.292797 | 10241200520001 | Ladda upp en bild av detta fornminne |
| Hille 60:1                 | Röse                             |              | Hille, Gästrikland  |       | 60.831690, 17.240094 | 10241200600001 | Ladda upp en bild av detta fornminne |
| Hille 66:2                 | Stensättning                     |              | Hille, Gästrikland  |       | 60.851171, 17.180609 | 10241200660002 | Ladda upp en bild av detta fornminne |
| Hille 67:1                 | Stensättning                     |              | Hille, Gästrikland  |       | 60.837078, 17.203716 | 10241200670001 | Ladda upp en bild av detta fornminne |
| Hille 72:1                 | Röse                             |              | Hille, Gästrikland  |       | 60.816580, 17.235033 | 10241200720001 | Ladda upp en bild av detta fornminne |
| Hille 75:1                 | Röse                             |              | Hille, Gästrikland  |       | 60.880191, 17.246099 | 10241200750001 | Ladda upp en bild av detta fornminne |
| Hille 75:2                 | Stensättning                     |              | Hille, Gästrikland  |       | 60.880119, 17.245911 | 10241200750002 | Ladda upp en bild av detta fornminne |
| Hille 77:1                 | Gravfält                         |              | Hille, Gästrikland  |       | 60.881265, 17.265389 | 10241200770001 | Ladda upp en bild av detta fornminne |
| Hille 78:1                 | Röse                             |              | Hille, Gästrikland  |       | 60.874252, 17.285677 | 10241200780001 | Ladda upp en bild av detta fornminne |
| Hille 85:1                 | Röse                             |              | Hille, Gästrikland  |       | 60.735402, 17.141350 | 10241200850001 | Ladda upp en bild av detta fornminne |
| Hille 86:1                 | Hög                              |              | Hille, Gästrikland  |       | 60.729799, 17.125937 | 10241200860001 | Ladda upp en bild av detta fornminne |
| Hille 87:1                 | Stensättning                     |              | Hille, Gästrikland  |       | 60.732263, 17.123606 | 10241200870001 | Ladda upp en bild av detta fornminne |
| Hille 87:2                 | Hög                              |              | Hille, Gästrikland  |       | 60.732234, 17.123787 | 10241200870002 | Ladda upp en bild av detta fornminne |
| Hille 99:1                 | Röse                             |              | Hille, Gästrikland  |       | 60.726369, 17.116076 | 10241200990001 | Ladda upp en bild av detta fornminne |
| Hille 100:1                | Röse                             |              | Hille, Gästrikland  |       | 60.726115, 17.115292 | 10241201000001 | Ladda upp en bild av detta fornminne |
| Hille 103:1                | Gravfält                         |              | Hille, Gästrikland  |       | 60.717548, 17.152324 | 10241201030001 | Ladda upp en bild av detta fornminne |
| Hille 104:4                | Husgrund, förhistorisk/medeltida |              | Hille, Gästrikland  |       | 60.717505, 17.153750 | 10241201040004 | Ladda upp en bild av detta fornminne |
| Hille 113:1                | Stensättning                     |              | Hille, Gästrikland  |       | 60.713638, 17.142906 | 10241201130001 | Ladda upp en bild av detta fornminne |
| Hille 113:2                | Stensättning                     |              | Hille, Gästrikland  |       | 60.713488, 17.142957 | 10241201130002 | Ladda upp en bild av detta fornminne |
| Hille 114:1                | Gravfält                         |              | Hille, Gästrikland  |       | 60.714403, 17.151441 | 10241201140001 | Ladda upp en bild av detta fornminne |
| Hille 120:1                | Stensättning                     |              | Hille, Gästrikland  |       | 60.726142, 17.125227 | 10241201200001 | Ladda upp en bild av detta fornminne |
| Hille 134:1                | Röse                             |              | Hille, Gästrikland  |       | 60.841979, 17.312987 | 10241201340001 | Ladda upp en bild av detta fornminne |
| Hille 134:2                | Röse                             |              | Hille, Gästrikland  |       | 60.841901, 17.312827 | 10241201340002 | Ladda upp en bild av detta fornminne |
| Hille 134:3                | Röse                             |              | Hille, Gästrikland  |       | 60.842007, 17.312705 | 10241201340003 | Ladda upp en bild av detta fornminne |
| Hille 134:4                | Röse                             |              | Hille, Gästrikland  |       | 60.841907, 17.313096 | 10241201340004 | Ladda upp en bild av detta fornminne |
| Hille 135:1                | Röse                             |              | Hille, Gästrikland  |       | 60.839648, 17.299115 | 10241201350001 | Ladda upp en bild av detta fornminne |
| Hille 135:2                | Röse                             |              | Hille, Gästrikland  |       | 60.839777, 17.299227 | 10241201350002 | Ladda upp en bild av detta fornminne |
| Hille 135:3                | Röse                             |              | Hille, Gästrikland  |       | 60.839757, 17.298916 | 10241201350003 | Ladda upp en bild av detta fornminne |
| Hille 136:1                | Gravfält                         |              | Hille, Gästrikland  |       | 60.840357, 17.301199 | 10241201360001 | Ladda upp en bild av detta fornminne |
| Härligheten (Hille 146:1)  | Hög                              |              | Hille, Gästrikland  |       | 60.754544, 17.202578 | 10241201460001 | Ladda upp en bild av detta fornminne |
| Härligheten (Hille 146:2)  | Hög                              |              | Hille, Gästrikland  |       | 60.754543, 17.202330 | 10241201460002 | Ladda upp en bild av detta fornminne |
| Hille 157:1                | Röse                             |              | Hille, Gästrikland  |       | 60.723755, 17.122064 | 10241201570001 | Ladda upp en bild av detta fornminne |
| Hille 190:1                | Röse                             |              | Hille, Gästrikland  |       | 60.834373, 17.234674 | 10241201900001 | Ladda upp en bild av detta fornminne |
| Hille 194:1                | Röse                             |              | Hille, Gästrikland  |       | 60.846095, 17.284892 | 10241201940001 | Ladda upp en bild av detta fornminne |
| Hille 199:1                | Röse                             |              | Hille, Gästrikland  |       | 60.841388, 17.302496 | 10241201990001 | Ladda upp en bild av detta fornminne |
| Skathamnen (Hille 229:1)   | Fiskeläge                        |              | Hille, Gästrikland  |       | 60.884759, 17.328404 | 10241202290001 | Ladda upp en bild av detta fornminne |
| Hille 443                  | Fiskeläge                        |              | Hille, Gästrikland  |       | 60.813453, 17.239150 | 12000000039926 | Ladda upp en bild av detta fornminne |
| Hille 551                  | Fäbod                            |              | Hille, Gästrikland  |       | 60.786334, 17.146032 | 12000000130661 | Ladda upp en bild av detta fornminne |

## Valbo
| Namn                                                   | Lämningstyp  | Tillkomsttid | Historisk indelning | Plats                    | Läge                 | ID-nr          | Bild                                      |
| ------------------------------------------------------ | ------------ | ------------ | ------------------- | ------------------------ | -------------------- | -------------- | ----------------------------------------- |
| Valbo 11:1                                             | Hög          |              | Valbo, Gästrikland  |                          | 60.664929, 17.027173 | 10244400110001 | Ladda upp en bild av detta fornminne      |
| Valbo 11:2                                             | Stensättning |              | Valbo, Gästrikland  |                          | 60.664867, 17.027364 | 10244400110002 | Ladda upp en bild av detta fornminne      |
| Trollbacken (Valbo 17:1)                               | Gravfält     |              | Valbo, Gästrikland  |                          | 60.650608, 17.052943 | 10244400170001 | Ladda upp en bild av detta fornminne      |
| Trollbacken (Valbo 17:2)                               | Stensättning |              | Valbo, Gästrikland  |                          | 60.650751, 17.053468 | 10244400170002 | Ladda upp en bild av detta fornminne      |
| Trollbacken (Valbo 17:3)                               | Hög          |              | Valbo, Gästrikland  |                          | 60.651043, 17.053683 | 10244400170003 | Ladda upp en bild av detta fornminne      |
| Valbo 18:1                                             | Hög          |              | Valbo, Gästrikland  |                          | 60.652166, 17.064334 | 10244400180001 | Ladda upp en bild av detta fornminne      |
| Valbo 19:1                                             | Gravfält     |              | Valbo, Gästrikland  |                          | 60.651884, 17.064822 | 10244400190001 | Ladda upp en bild av detta fornminne      |
| Valbo 20:1                                             | Hög          |              | Valbo, Gästrikland  |                          | 60.651648, 17.065418 | 10244400200001 | Ladda upp en bild av detta fornminne      |
| Valbo 21:1                                             | Gravfält     |              | Valbo, Gästrikland  |                          | 60.642342, 17.056244 | 10244400210001 | Ladda upp en bild av detta fornminne      |
| Valbo 22:1                                             | Gravfält     |              | Valbo, Gästrikland  |                          | 60.645184, 17.040778 | 10244400220001 | Ladda upp en bild av detta fornminne      |
| Valbo 24:1                                             | Gravfält     |              | Valbo, Gästrikland  |                          | 60.649719, 17.027907 | 10244400240001 | Ladda upp en bild av detta fornminne      |
| Valbo 25:1                                             | Hög          |              | Valbo, Gästrikland  |                          | 60.649099, 17.027320 | 10244400250001 | Ladda upp en bild av detta fornminne      |
| Valbopappen/Gästriklands runinskrifter 12 (Valbo 26:1) | Runristning  |              | Valbo, Gästrikland  | Lund, nu vid Valbo kyrka | 60.664554, 17.069826 | 10244400260001 | Ladda upp en till bild av detta fornminne |
| Valbo 30:1                                             | Gravfält     |              | Valbo, Gästrikland  |                          | 60.648492, 17.027090 | 10244400300001 | Ladda upp en bild av detta fornminne      |
| Torsbacken (Valbo 61:1)                                | Hög          |              | Valbo, Gästrikland  |                          | 60.649758, 16.994236 | 10244400610001 | Ladda upp en bild av detta fornminne      |
| Gaddaborg (Valbo 126:1)                                | Borg         |              | Valbo, Gästrikland  |                          | 60.642674, 16.990900 | 10244401260001 | Ladda upp en till bild av detta fornminne |
| Valbo 129:1                                            | Stensättning |              | Valbo, Gästrikland  |                          | 60.653216, 16.992783 | 10244401290001 | Ladda upp en bild av detta fornminne      |
| Valbo 129:2                                            | Stensättning |              | Valbo, Gästrikland  |                          | 60.653318, 16.992771 | 10244401290002 | Ladda upp en bild av detta fornminne      |
| Valbo 1056                                             | Stensättning |              | Valbo, Gästrikland  |                          | 60.629466, 16.999426 | 12000000115163 | Ladda upp en bild av detta fornminne      |
| Valbo 1057                                             | Stensättning |              | Valbo, Gästrikland  |                          | 60.629602, 16.999311 | 12000000115164 | Ladda upp en bild av detta fornminne      |
| Valbo 1063                                             | Gravfält     |              | Valbo, Gästrikland  |                          | 60.630114, 17.002759 | 12000000115172 | Ladda upp en bild av detta fornminne      |